# Gustave Courbet
Jean Désiré Gustave Courbet (ur. 10 czerwca 1819 w Ornans, zm. 31 grudnia 1877 w La Tour-de-Peilz) – francuski malarz, przedstawiciel realizmu.

## Życiorys
Courbet pochodził z wielodzietnej rodziny (siostry: Zelie, Zoé i Juliett) zamożnych posiadaczy wiejskich. Pierwsze nauki pobierał w seminarium w Ornans i już wtedy przejawiał zainteresowanie malarstwem. W wieku szesnastu lat rozpoczął naukę malarstwa u prof. Baud, dawnego ucznia Grosa. Ojciec, Régis Courbet początkowo sprzeciwiał się zainteresowaniom artystycznym syna, gdyż chciał go wykształcić na adwokata. Courbet był bardzo niezdyscyplinowanym uczniem, edukację w liceum zakończył potrafiąc co najwyżej czytać i pisać. W 1840 roku wyruszył do Paryża, gdzie doznał głębokiego rozczarowania widząc obrazy szkoły francuskiej. Zapisał się na kurs malarstwa u Charlesa Steubena, studiował filozofię francuską i niemiecką oraz prowadził aktywną walkę rewolucyjną. W roku 1846 odbył roczną podróż do Holandii, gdzie zaznajomił się z tamtejszym malarstwem. Od roku 1853 odwiedził kilkukrotnie Niemcy – Frankfurt nad Menem (gdzie przebywał 6 miesięcy) i Monachium. Z czasem powrócił do Paryża i pod koniec roku 1861 założył z przyjaciółmi pracownię. Sprzeciwiał się instytucjom artystycznym, które obezwładniały geniusz, zastygłym kanonom twórczości artystycznej. Przyjaźnił się z wieloma artystami i działaczami politycznymi: Whistlerem, Proudhonem (wykonał jego portret z dziećmi w roku 1855), Manetem czy Corotem. Buntownicze usposobienie Courbeta zaznaczyło się podczas trwania Komuny Paryskiej (1871), w której brał czynny udział w czego konsekwencji poniósł karę i skazano go na pobyt w więzieniu. Zarzucono mu, że był inicjatorem projektu zburzenia kolumny Vendôme, która według komunardów była symbolem bonapartyzmu. Chcąc uniknąć dalszych konfliktów z prawem, po opuszczeniu więzienia w 1873 roku wyemigrował do Szwajcarii, gdzie spędził ostatnie cztery lata życia w miejscowości La Tour-de-Peilz, w pobliżu Vevey.

## Twórczość
Gustave Courbet zajmował się głównie malarstwem rodzajowym, portretowym, pejzażowym oraz martwą naturą. Pierwsze jego kompozycje (np. Lot i jego córki), wykonywane były pod wpływem dzieł literackich, zdradzając wyraźnie wpływ romantyzmu. W 1844 roku wystawił na Salonie swoją pierwszą pracę – Autoportret z psem (1842), która należy do serii dzieł ukazujących malarza w różnych etapach życia; Autoportret z lat 1850–1853, Człowiek z fajką (1849), Człowiek w skórzanym pasie (1845–1846). W 1851 roku jury Międzynarodowej Wystawy w Paryżu odmówiła Courbetowi wystawienia dwóch prac: Pogrzebu w Ornans i Atelier. Malarz postanowił zorganizować indywidualną wystawę pod szyldem Le Réalisme, na której zaprezentował 34 płótna.
Courbet najdobitniej sformułował swoje credo artystyczne we wstępie do katalogu wystawy autorskiej. Uważał, że miano realisty zostało mu narzucone, jak ludziom z 1830 roku miano romantyków. Studiował sztukę artystów dawnych i nowych. Cenił malarstwo artystów, z Halsem na czele, którzy ukazywali dzień powszedni we wnętrzach i na placach publicznych, na ziemi i na morzu (...) – jeźdźców, myśliwych, marynarzy i rybaków, (...) – w ciszy domu rodzinnego, w radosnym gwarze kiermaszu, w rubasznym nastroju karczmy, podczas pracy na roli. Powiadał: nie chciałem naśladować jednych ani nie kopiować drugich; myślą moją było osiągnięcie próżniaczego celu sztuki dla sztuki. Nie! Chciałem po prostu, żeby znajomość tradycji mogła mi dać rozsądne i niezależne poczucie własnej osobowości. (...) Umieć wyrazić obyczaje, idee, epokę wedle swego uznania; być nie tylko malarzem, ale człowiekiem; słowem, stworzyć sztukę żywą – oto mój cel. Uważam również, że malarstwo jest sztuką z gruntu konkretną i może polegać jedynie na przedstawianiu rzeczy realnych i istniejących. Jest to język fizyczny, którego słowami są wszystkie przedmioty widoczne; przedmiot abstrakcyjny, niewidoczny, nieistniejący, nienależący do dziedziny malarstwa. Wyobraźnia w sztuce polega na umiejętności znalezienia najpełniejszego wyrazu dla rzeczy istniejącej; ale nigdy na stworzeniu tej rzeczy. Propagował malowanie z natury, malowanie tego, co widzi oko i tylko tego, co oko może widzieć. Akcentował materialną trwałość form, ich namacalność, dotykalność i ważkość. Chciał jak gdyby udowodnić jej niezależne od działań artysty istnienie. Odrzucany, ośmieszany, pomniejszany przez prasę, przyczynił się do tego, że na nowo zaczęto mówić o sztuce i wpłynął na zamianę oblicza wystaw we Francji. Największą krytykę budziły dzieła ukazujące w pełni swej realności postaci wieśniaków, mieszczan, które obnażały, bezstronnie analizując i opisując.

## Omówienie wybranych dzieł

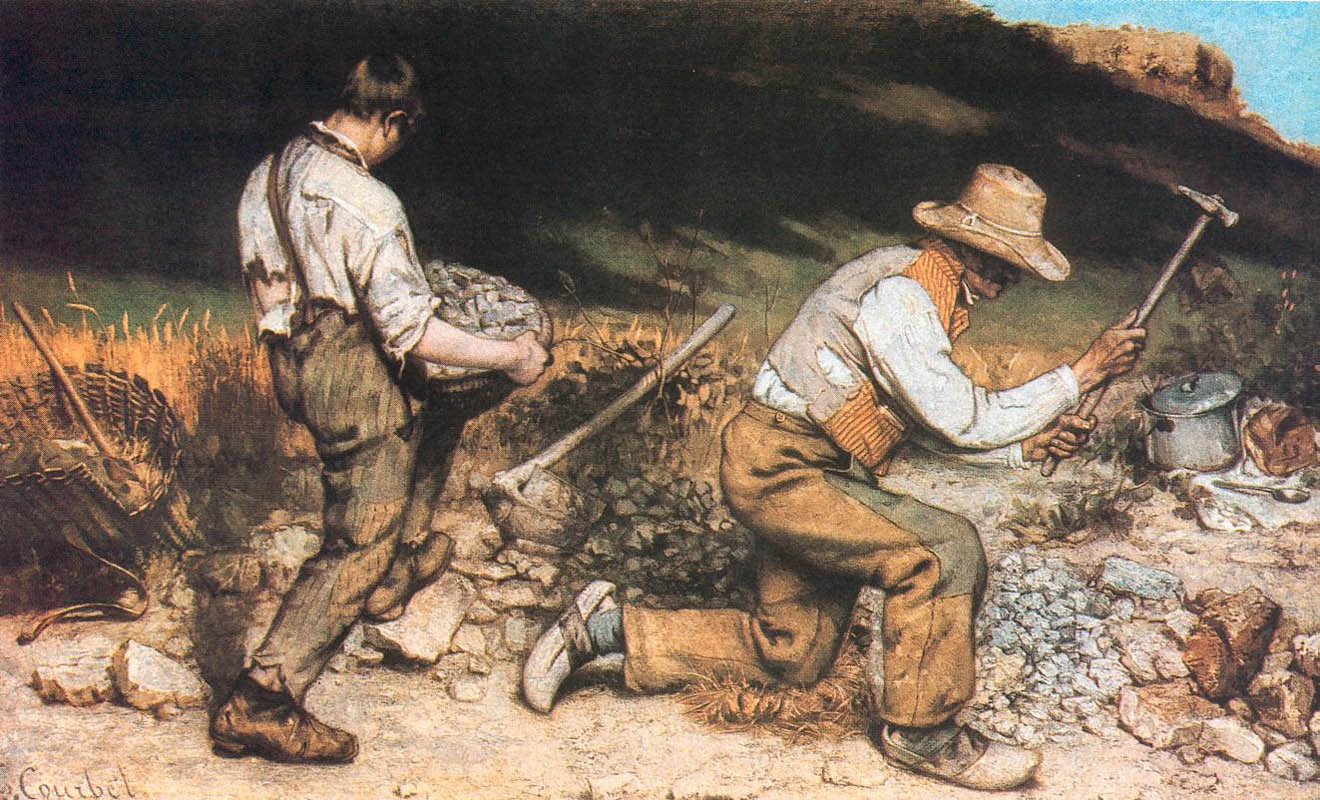
Kamieniarze, 1849

### Kamieniarze(1849)
Dzieło to jako jedno z pierwszych zapowiada cechy malarstwa realistycznego. Kompozycja malarska ukazująca dwie postaci męskie przy pracy. Proudhon chciał, żeby umieszczono Kamieniarzy w kościele, uważał bowiem, że jest to najbardziej religijny obraz naszych czasów, że jego widok bez wątpienia działa bardziej podniośle na dusze niż widok próżnującego mnicha

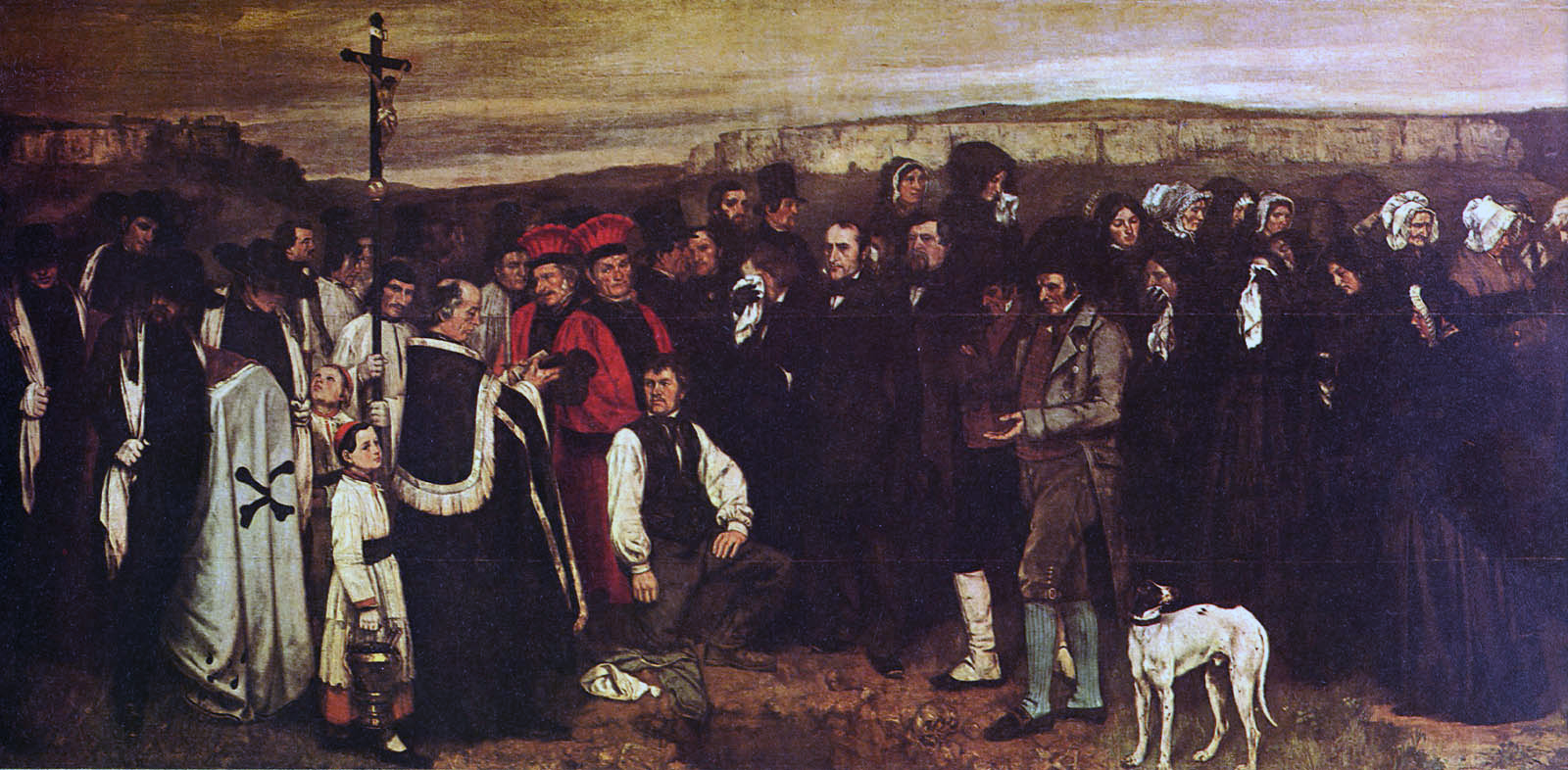
Pogrzeb w Ornans, 1849, 315 × 668 cm, Musée d’Orsay w Paryżu

### Pogrzeb w Ornans(1849)
Obraz Popołudnie w Ornans (1848–1849) wystawiony na Salonie 1849 roku okazał się wielkim sukcesem Courbeta, otrzymał za niego złoty medal i spotkał się z pochlebnymi uwagami krytyków. Wystawiony dwa lata później Pogrzeb w Ornans, tytułowany ówcześnie Obraz postaci ludzkich, wywołał skandal. Wszystkie tradycyjne pojęcia związane ze śmiercią zostały przez autora odrzucone, skupił on uwagę wyłącznie na czysto świeckim sensie tego obrządku, na jego znaczeniu dla ziemskiej społeczności, pozbawiając chrześcijańskich idei. Kompozycja charakteryzuje się przypadkowym, niedbałym układem całości, pozbawionej początku, partii centralnej i końcowej, tym samym świadomie zrezygnowano z czynnika hierarchizującego, przez jednostajne nasycenie i jednolite traktowanie detali, które każe uznać je wszystkie za równie ważne. Ważne staje się tu miejsce i czas zdarzenia. Proudhon, bronił tego dzieła przed zarzutami, twierdząc, że jest on zwyczajnym odzwierciedleniem ówczesnej rzeczywistości, mówił: Nie istnieje już dla nas religijny stosunek do zmarłych (...).

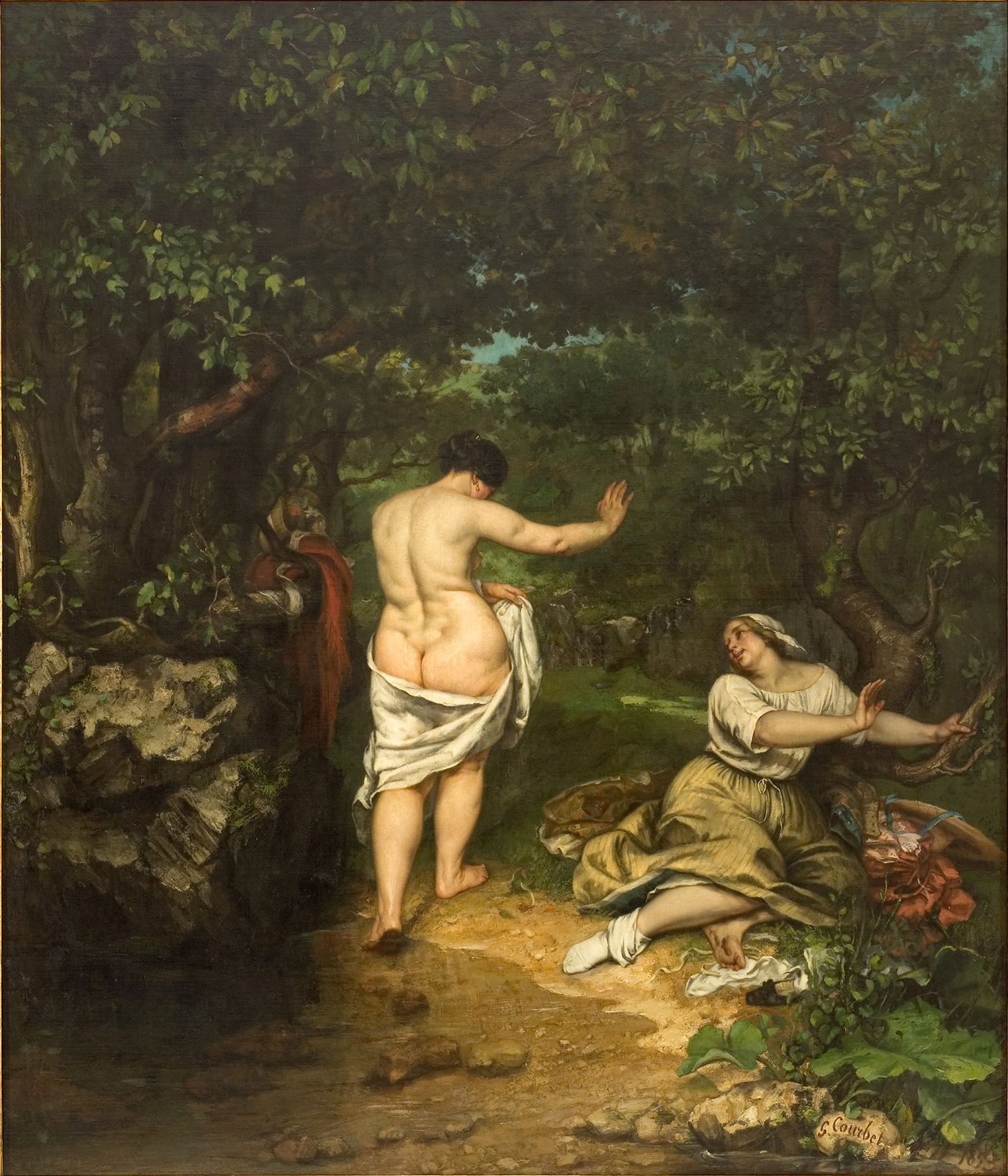
Kąpiące się, 1853, 227 × 193 cm, Musée Fabre, Montpellier

### Kąpiące się(1853)
Postacie kobiece w malarstwie Courbeta przedstawiane były często z dużą zmysłowością lub w celu opowiedzenia jakiejś satyry. Kąpiące się, wystawione na Salonie w 1853 roku, zostały uznane za dzieło szokujące w swym naturalizmie, zdradzające brak wszelkiej idealizacji i klasycznego wysubtelnienia proporcji. Eugène Delacroix najlepiej opisał to dzieło w swoim dzienniku: Gruba mieszczka widziana od tyłu, całkiem naga prócz kawałka namalowanej niedbale ścierki, okrywającej dół pośladków, wychodzi z płytkiej wody, której byłoby nie dość nawet do kąpieli nóg. Jej gest nie wyraża nic. Druga kobieta, prawdopodobnie służąca, siedzi na ziemi zajęta zdejmowaniem trzewików. (...) Między tymi postaciami jest jakaś wymiana myśli, której niepodobna zrozumieć. Mimo wyjątkowej mocy pejzażu Courbetowi nie udało się połączyć postaci z tym, co je otacza. Największą jego wadą – podkreśla Delacroix – jest prostackość form, którą uważa za wstrętną.
Obraz był ostentacyjnie niestosowny w znaczeniu decorum, niegodne osoby niskiego stanu wykonują gesty, które Erwin Panofsky kojarzy z Bachusem i Ariadną Tycjana.  Jak pisał Delacroix gest chłopki jest gestem, który „nic nie wyraża”. Z drugiej strony skandal jaki wywołał ten obraz na Salonie (policja po kilku dniach zakazała jego pokazywania) jest przykładem niezrozumienia nowej sztuki nawet przez tak światły i niezależny od akademii umysł jak Delacroix.

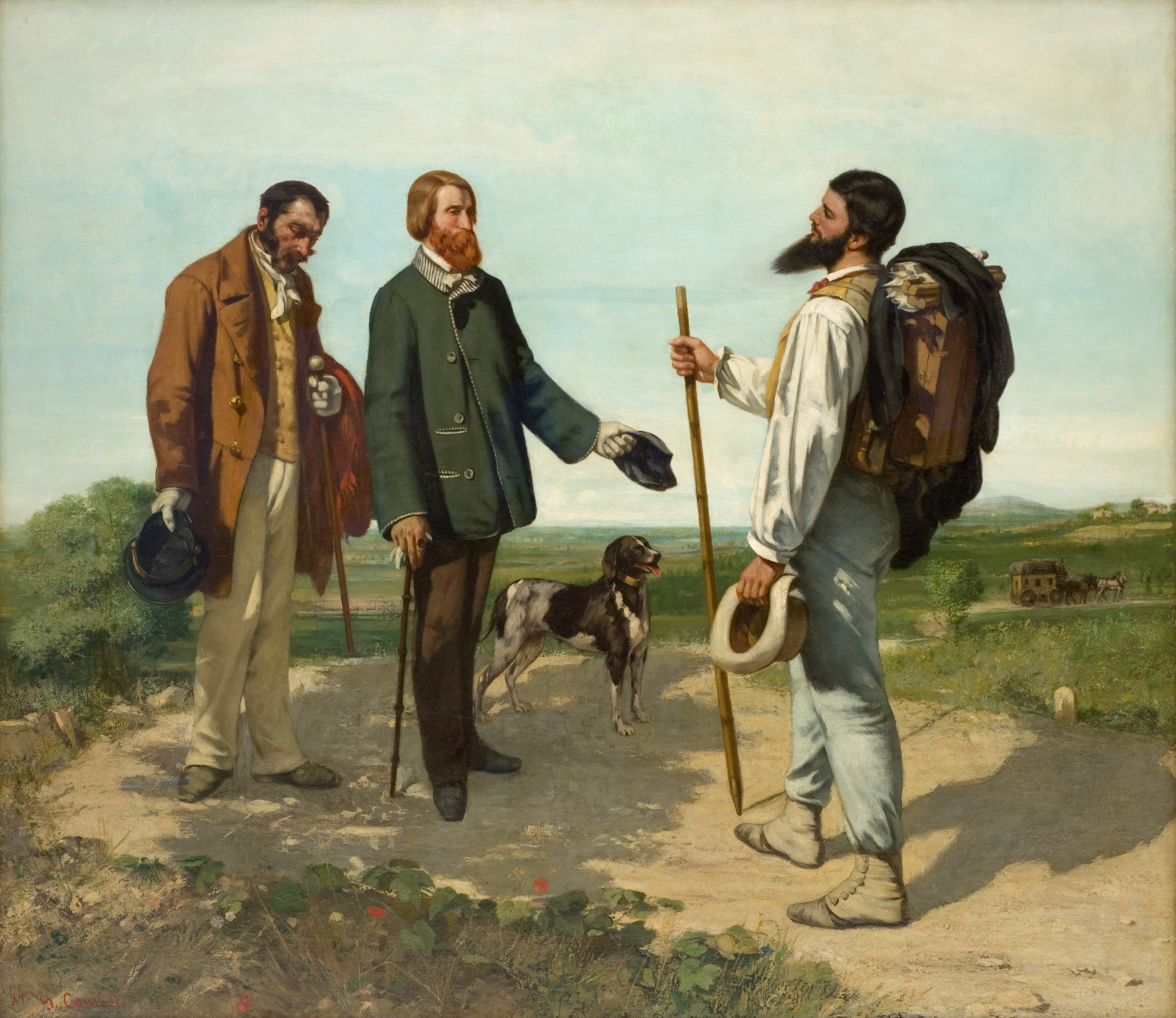
Spotkanie (Dzień dobry, panie Courbet), 1854, 129 × 149 cm, Musée Fabre, Montpellier

### Dzień dobry, panie Courbet(Spotkanie) (1854)
Kompozycja będąca przedstawieniem spotkania z mecenasem artysty Alfredem Bruyasem, który wraz ze służącym i towarzyszącym im psem wychodzi malarzowi – ubranemu w codzienny strój – na powitanie. Sposób rozmieszczenia postaci nawiązuje do słynnego ówcześnie drzeworytu ludowego Żyd Wieczny Tułacz. Courbet stworzył obraz uważany za sprawiający wrażenie obiektywnego, prawie fotograficznego zapisu sytuacji rzeczywistej.

Pracownia artysty (Atelier), 1855, 359 × 598 cm, Musée d’Orsay w Paryżu

### Pracownia artysty(Atelier, 1855)
Jednym z najważniejszych jego dzieł jest obraz powstały w 1855 roku pt. Pracownia (Atelier) lub tytułowany również Alegoria realna określająca siedmioletnią fazę mojego życia artystycznego. Malarz zawarł w tym dziele kilka lat swojej pracy, w czasie których portretował swoich przyjaciół i modeli, lecz także w alegoryczno-symbolicznej formie zaprezentował swoje poglądy. Kompozycja wielopostaciowa, w której centralnym punkcie znajduje się siedzący Courbet – z modelką i synem – malujący pejzaż, wokół niego zgrupowani po lewej stronie: kapłan, myśliwy, robotnik, karmiąca kobieta; po prawej natomiast: światowe towarzystwo, przyjaciele, wielbiciele sztuki; Chafleury, Proudhon, Bruyas, Promayet, przy stole postać czytającego Baudelaire’a. Zdaniem wielu badaczy jest to alegoria różnych okresów życia człowieka, a zarazem klas społecznych, rodzaj autoportretu poszerzonego o obraz społeczeństwa i będącego odzwierciedleniem własnych poglądów artysty. Courbet występuje tutaj w roli bezstronnego kronikarza współczesnego życia, sam zajęty malowaniem krajobrazu, który w prawdziwszej i czystszej formie odtwarza rzeczywistość niż temat własnego obrazu. Kompozycja utrzymana w ciepłych brunatnych tonach, wyjątkowo skomplikowana kolorystycznie, co napełnia widza niepewnością – tak jakby artysta ukazał tu nie prawdziwe wnętrze, lecz rodzaj „sceny świata”, na której krzyżują się różne przestrzenie i okresy czasu i gdzie postaci pojawiły się tylko na chwilę. Eugène Delacroix uznał ten obraz za mistrzowski, uważał tę jego „dwoistość” za błąd, jak gdyby niebo nie istniało rzeczywiście, a reszta była tylko obrazem.

### Panienki znad Sekwany(1856–1857)
Panienki znad Sekwany, wystawione na Salonie w tym samym roku co Kąpiące się, również spotkały się z niepochlebnymi głosami krytyki. Castagnary mówił, że ten obraz skłania tylko do krytyki, omdlały wyraz, tłuste ciała, nieprzyzwoitość. Malarz podkreślił ich bezwstyd i lubieżną leniwość.

### Śpiąca prządka(1853) iPrzesiewanie zboża(1855)
Śpiąca prządka i Przesiewanie zboża wystawiono na Salonie dwa lata później od Kąpiących się. Obraz pierwszy przedstawia śpiącą kobietę z kołowrotkiem i kądzielą. Charakterystyczne w twórczości Courbeta jest łączenie snu z (ukrytą) zmysłowością, co widoczne jest w tym dziele, jak również w późniejszym Sen (1866). Drugie z wymienionych płócien kojarzone jest z dziełami Milleta, ale jest całkowicie odmienne przez pozbawienie go patosu. To dzieło jest jakby pozbawione głębi, postaci są spłaszczone i sprowadzone do tego samego planu.

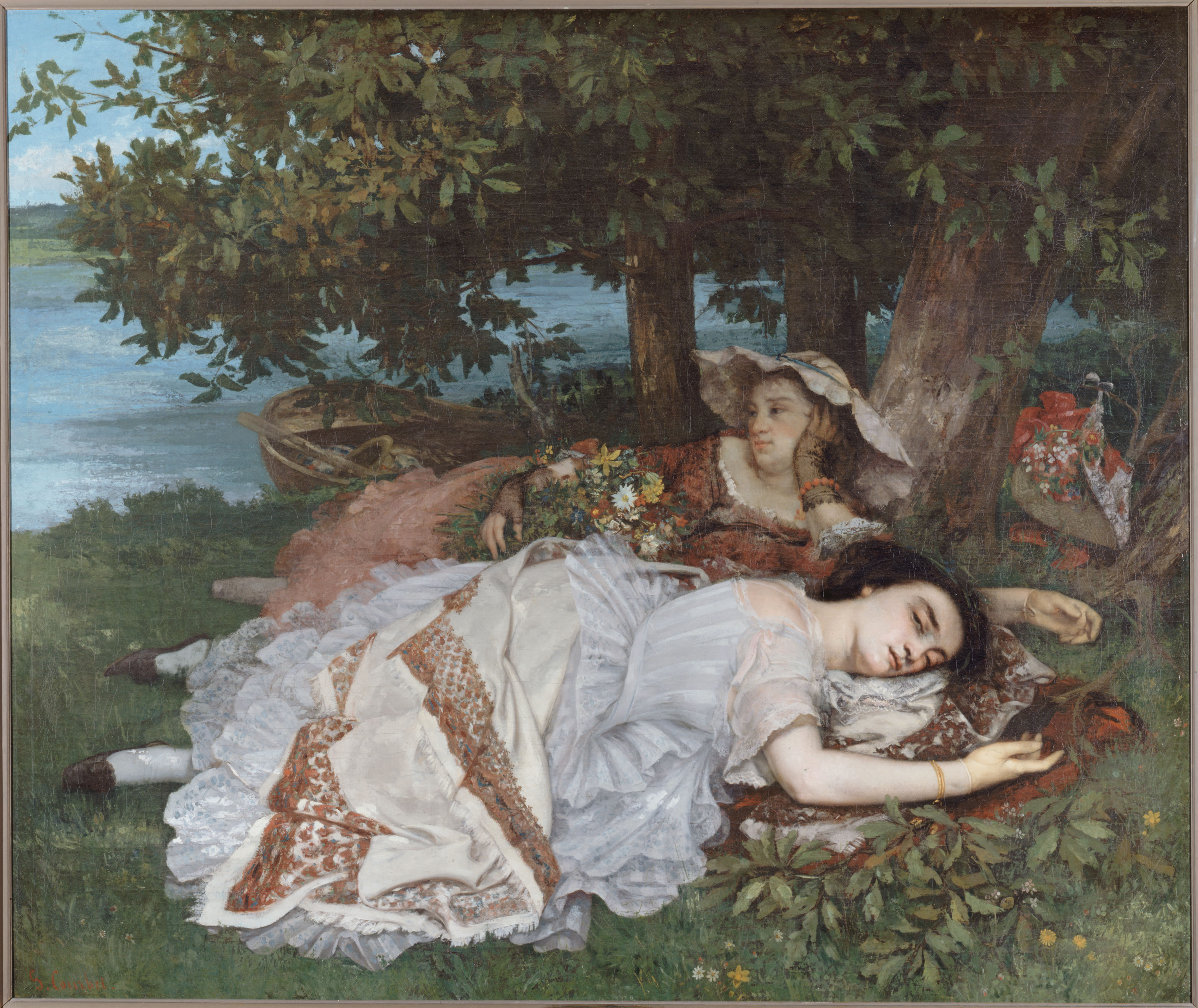
Panienki znad Sekwany, 1856–1857, 174 × 206 cm, Musée du Petit-Palais w Paryżu
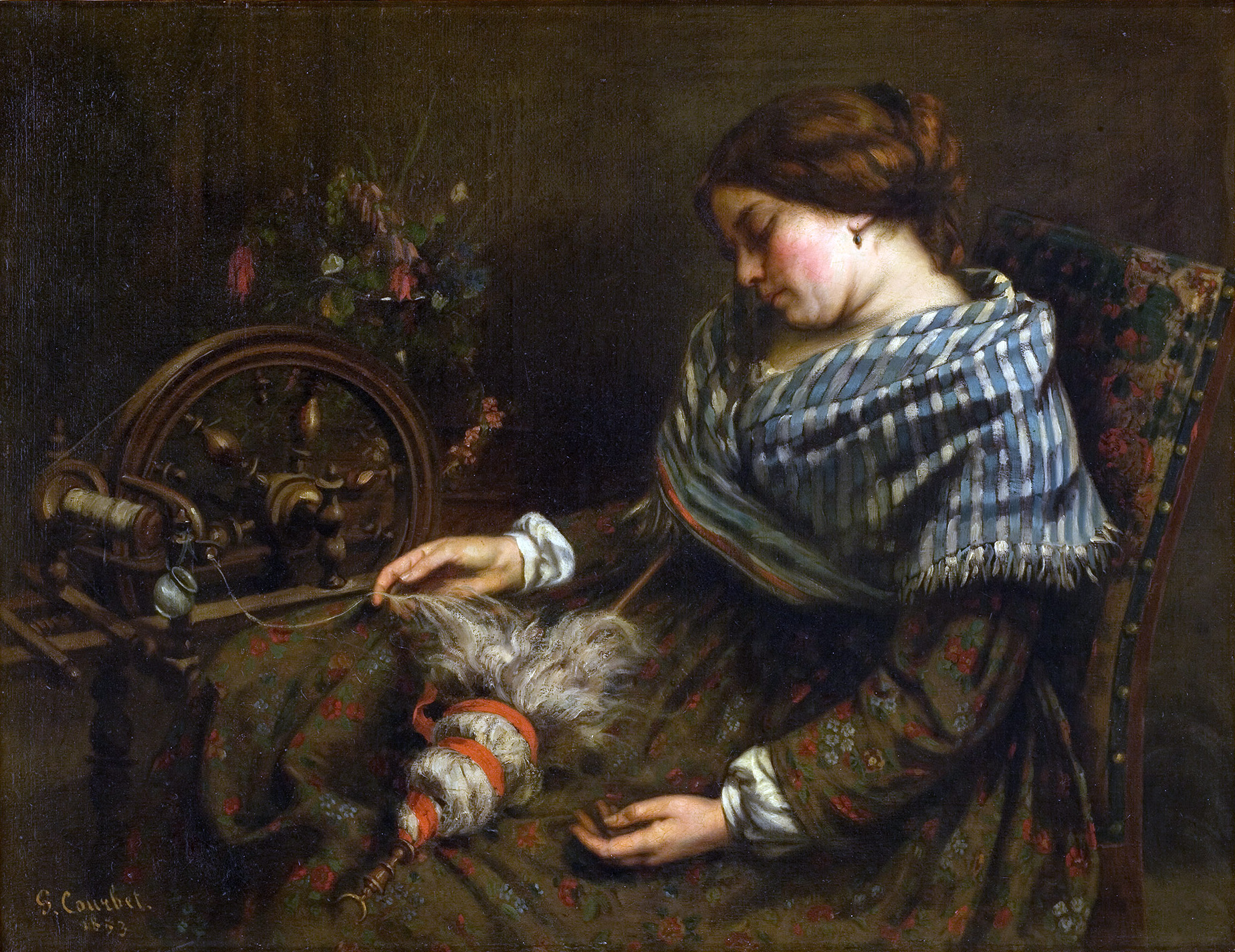
Śpiąca prządka, 1853, 91 × 115 cm, Musée Fabre, Montpellier
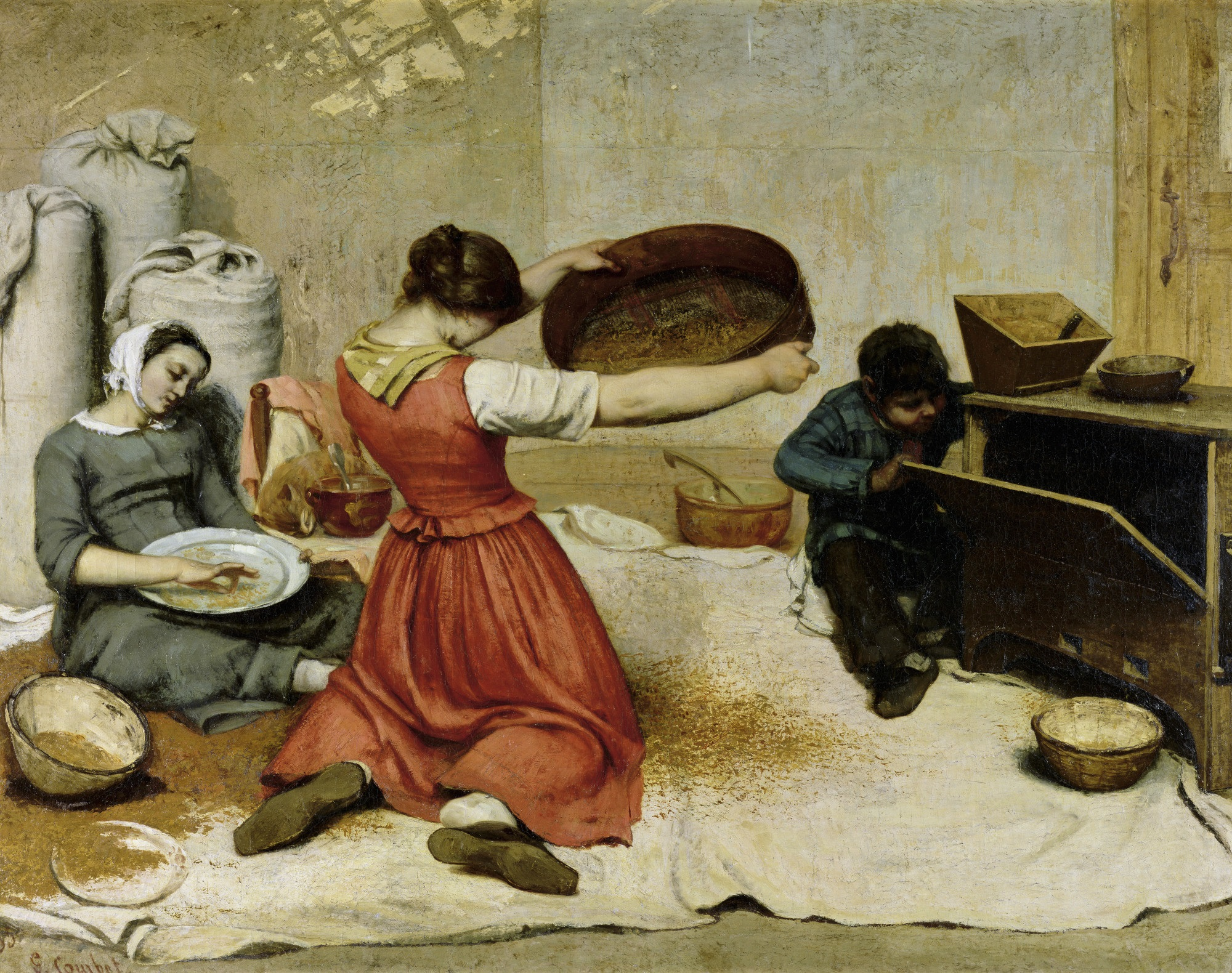
Przesiewanie zboża, 1855, 131 × 167 cm, Musée des Beaux-Arts, Nantes
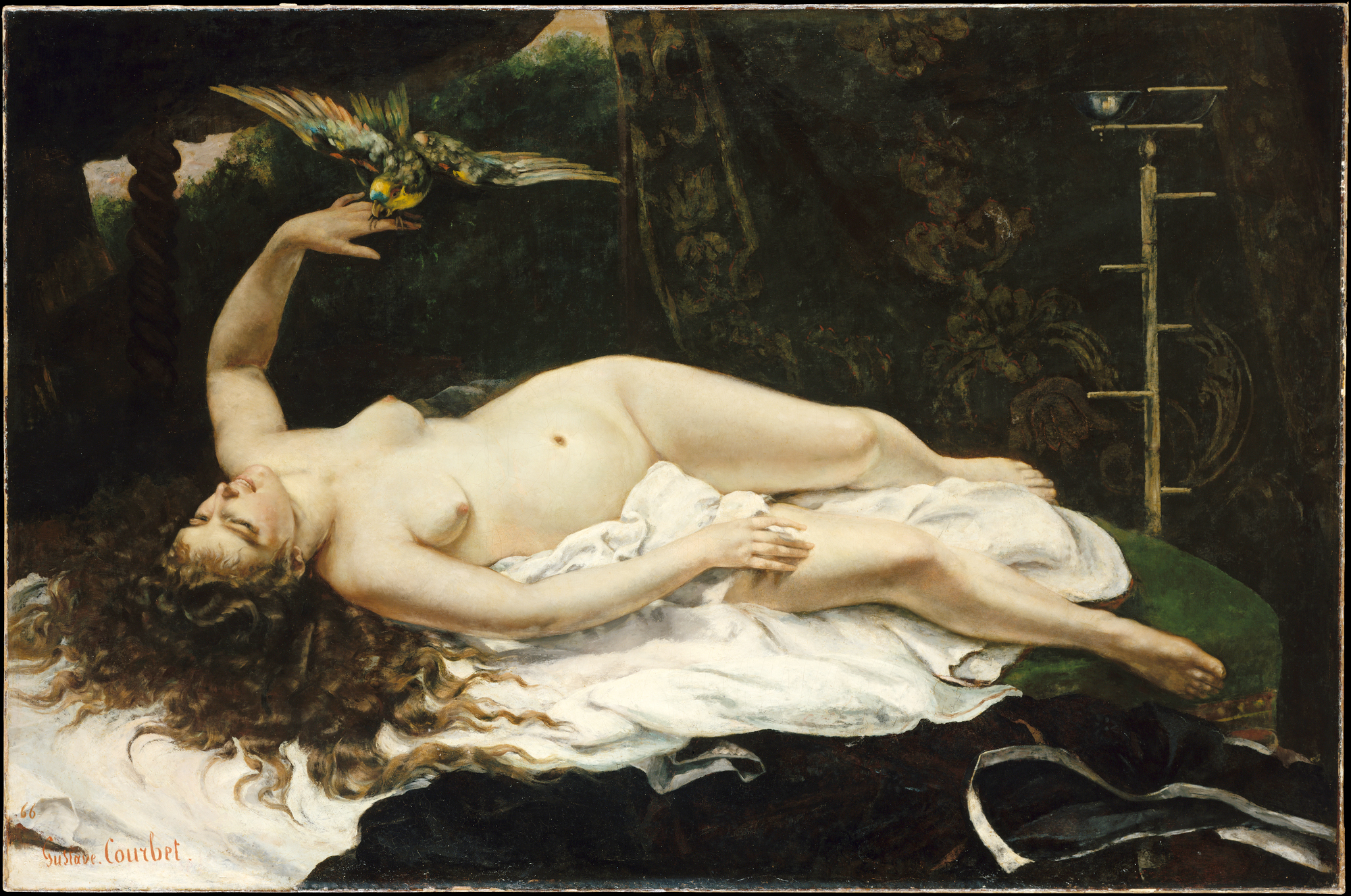
Kobieta z papugą, 1866, 129,5 × 195,6 cm, Metropolitan Museum of Art w Nowym Jorku
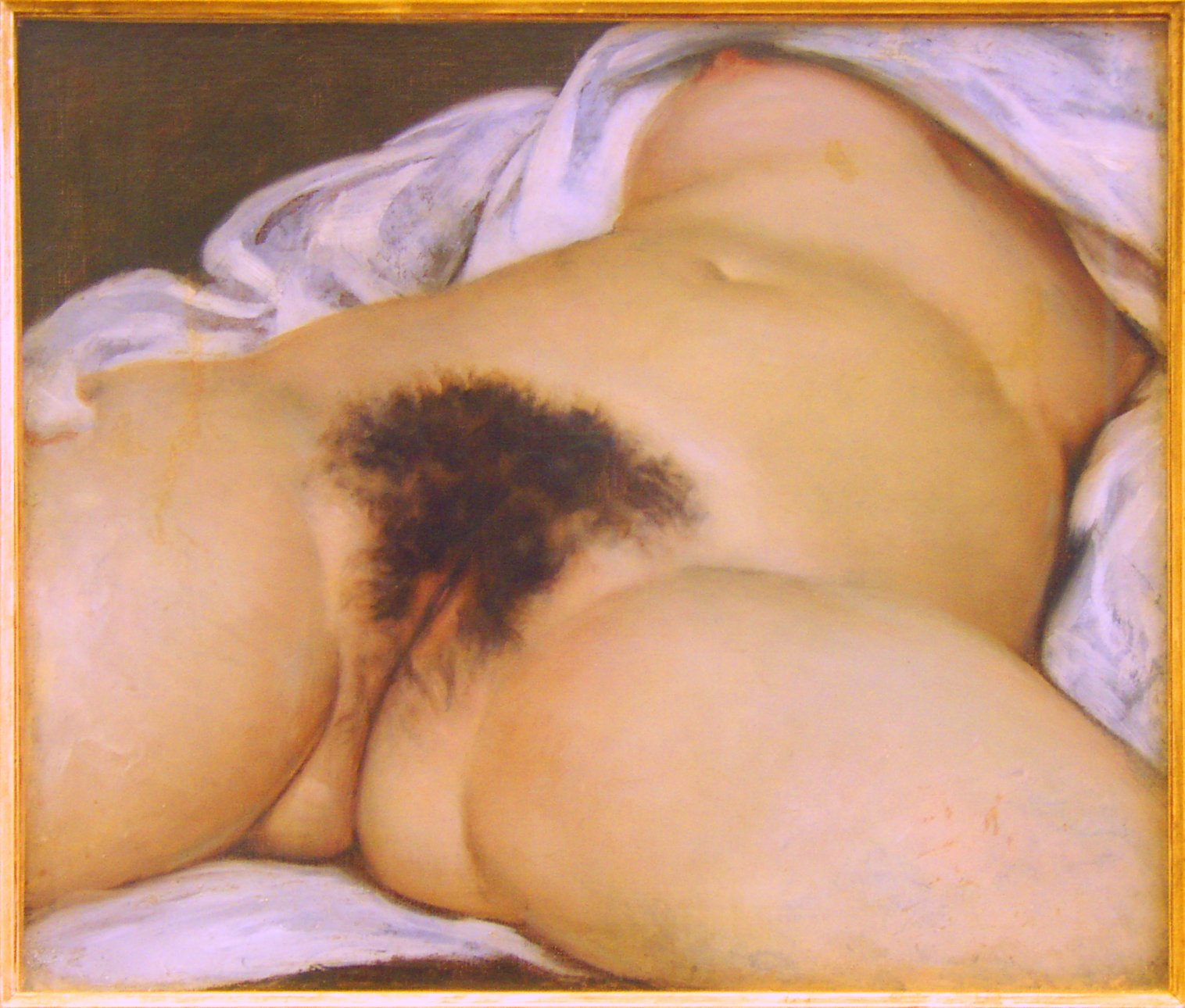
Pochodzenie świata, 1866, 55 × 46 cm, Musée d’Orsay, Paris
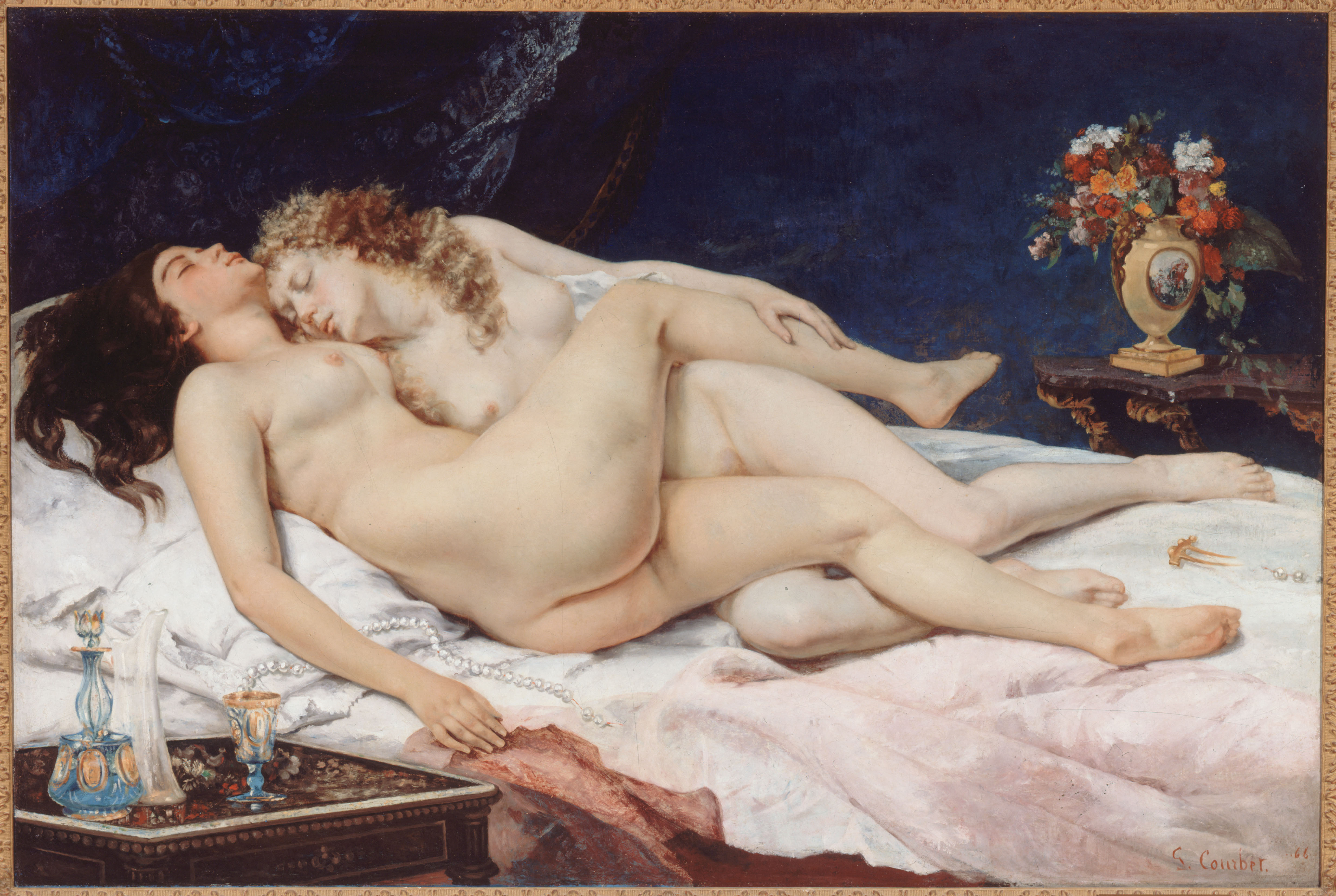
Śpiące, 1866, Olej na płótnie, 135 × 200 cm, Musée du Petit Palais w Paryżu

### Kobieta z papugą(1866)
Dzieło, którego w 1864 roku – jak mówiono – z szacunku dla obyczajów paryskich, nie wystawiono na Salonie(...) to uwodzicielski sensualizm zbytku, zacierający w sercu Ewy ślad wszelkich uczuć, cnót, obowiązków, odbierający kobiecie jej uświęconą rolę żony i matki, by uczynić z niej przedmiot rozpusty i narzędzie rozkoszy. Kobieta z papugą to tajemnica poczęcia Dziewicy diabelskiej; zamiast Ducha w postaci gołębicy zstępuje Głupota w postaci papugi. Dla tego głupiego stworzenia z rodziny dreptających, mocnego w gębie i bogatego w pióra, szalona Ewa rozpuściła wspaniale włosy, odsłoniła swe wdzięki, dla niego są jej uśmiech i pieszczoty. Taki jest niewątpliwie sens satyry malarskiej Courbeta.

### Inne obrazy
Courbet zajmował się również malarstwem pejzażowym. ...Zaczął malować – podczas podróży i bez żadnego z góry powziętego planu – pejzaże, widoki morza, kwiaty, zwierzęta, portrety, sceny myśliwskie, wszystko co znajdowało się w zasięgu jego wspaniałego oka – pisał Castagnary w biografii o Courbecie. Fala (1869) i Wybrzeże w Étretat po burzy (1869) należą do grupy dzieł ukazujących morze, które zostały wykonane podczas pobytu w Normandii. Wystawione na Salonie w 1870 roku spotkały się pozytywną opinią krytyki. Wielkoformatowe dzieła o niezwykle bogatej kolorystyce, pozbawione sztafażu są jednymi z najlepszych dzieł malarza. Tematyka morska w takim ujęciu stała się inspiracją dla wielu późniejszych malarzy.

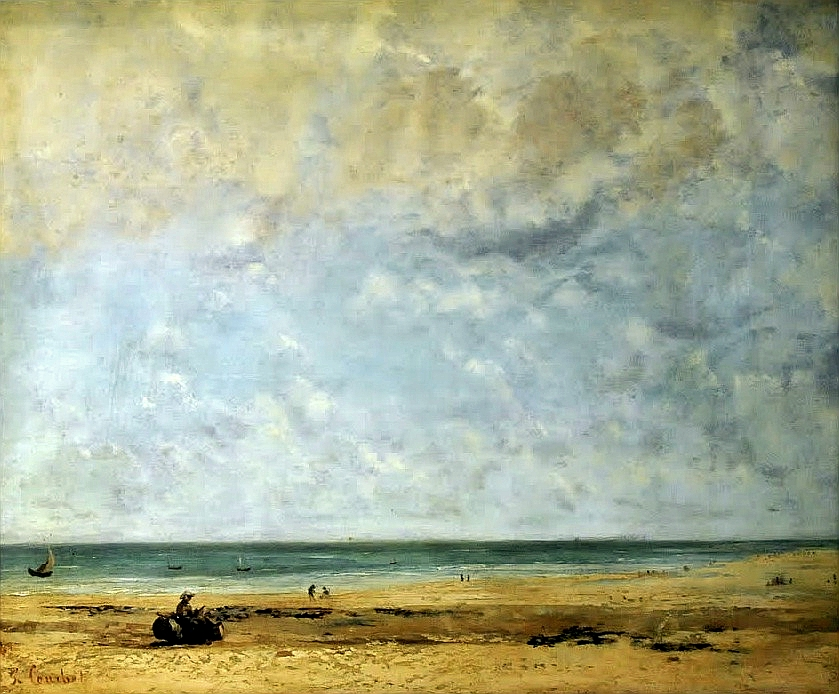
Krajobraz nadmorski, 1867, 55 × 65 cm, Muzeum Narodowe w Warszawie

Równie zamiłowany myśliwy jak malarz, (...). Te myśliwskie przygody ukazuje cykl arcydzieł, (...). Łania ścigana na śniegu, Jeleń w wodzie, Kłusownicy, Odprawa dla sfory, Dogorywający jeleń (1867), (...) panoramiczny pejzaż w śniegu, gdzie potężne uderzenie bata ucisza wyjącą sforę, stanowiąc dominujący akcent sceny. (...) Szedł tropem sarn i poprzez listowie, wstrzymując oddech, oglądał nieznaną kryjówkę, gdzie chronią się te czarujące zwierzęta i gdzie mieszkają ich małe: to temat obrazu Kryjówka saren, którego pojawienie się na Salonie 1866 wywołało powszechny zachwyt.
Courbet w swoim dorobku posiada niewielką ilość martwych natur, powstałych głównie podczas pobytu w więzieniu. Wtedy powstały m.in. Jabłka i granaty w pucharze (1871–1872) czy Pstrąg (1872), mający symboliczny wymiar przedstawienie artysty więźnia – krwawiąca, z otwartym pyskiem, dusząca się ryba. Dzieła tego typu zazwyczaj malował seriami: Niezapominajki, Dziewczyna układająca kwiaty, Gałąź angielskiej czereśni. W tym okresie wykonywał na zamówienie adwokata z Saintes, Fédora Gaudin, dwa małe obrazy: Maki i Nagietki. Gaudin skłaniał się wówczas ku mityzmowi i chciał mieć „obraz alegoryczny i wymowny”. Courbet, który pragnął mu sprawić przyjemność, namalował te płótna; w tle, jak mi się zdaje, umieścił napisy, które odnajduje dziś w katalogu wystaw w Saintes 1863. Maki: Śmierć triumfuje nad pragnieniem, maki usypiają troski życia. Nagietki: Troski obrywają płatki z róż życia. Alegoria mistyczna i nowa, której autorem jest Courbet!
Prace Courbeta to pozbawione idealizacji, przejmująco proste i rzeczowe kompozycje, czerpane ze współczesnego życia niższych klas. Dzieła jego pojawiły się na salonach w latach 1850–1855, kiedy to właśnie triumfująca burżuazja pozbawiła klasy niższe wszelkich przywilejów, jego dzieła odczytywano jako zagrożenie stale jeszcze niepewnej, a dopiero co przywróconej władzy klas średnich. Odzieranie z wszelkiej idealizacji i ukazywanie przedmiotów takimi jakim są, spotykało się z dużym oburzeniem nie tylko krytyki, ale również bywalców salonów. Courbet mówił o sobie; „Prawdę mówiąc nigdy nie miałem mistrza (...). W ciągu całego życia najwięcej wysiłku kosztowało mnie zachowanie mojej niezależności”. Realizm Courbeta był całkowicie odmienny od realizmu malarstwa artystów minionych wieków, również za sprawą innego podejście do światła – będącego dokładnym odwzorowaniem rzeczywistego oświetlenia, a nie ja w przypadku dawnych mistrzów sztucznego, nierealnego.